# コンスタンツェ・マンツィアーリー
コンスタンツェ・マンツィアーリー（独: Constanze Manziarly、1920年4月14日 - 1945年5月2日失踪）は、オーストリア・インスブルック出身の料理人。アドルフ・ヒトラーが1945年4月にベルリンで自殺するまで、彼のコックと栄養士を務めた。ヒトラーの自殺後、他の職員同様総統地下壕を脱出したが、その後行方不明になった。

## キャリア
マンツィアーリーは1920年4月14日にオーストリア・インスブルックで生まれた。彼女がヒトラーのコック・栄養士として働き始めたのは、1943年のヒトラーのベルクホーフ滞在からであり、ヒトラーが1945年4月30日に自殺するまでこの役にあった。本来彼女は家政学の教師として働きたがっていたが、結局は料理人として雇われることになった。ヒトラーは1945年1月16日に、ベルリンの総統地下壕へと移住した。総統地下壕は総統官邸の中庭に掘られており、元々あったフォアブンカーの下に作られた。フォアブンカーの2部屋が食品供給用に使用されていた。また別にキッチンも作られ、冷蔵庫とワイン庫が備わっていた。マンツィアーリーはヒトラーの総統地下壕生活中、このキッチンで彼の食事を作っていた。彼女は親衛隊 (SS)の人々から、名字をもじって「マルチパン嬢」(Fräulein Marzipani) と呼ばれていた。またヒトラーは、マンツィアーリーがモーツァルトの妻コンスタンツェと同じ名前であることから、「モーツァルトの名前を持つコックを雇っているのだ！」と手紙に書き残している。マンツィアーリーの側も親しい人々に宛てた手紙でヒトラーの様子を伝えており、「F.[総統（der Führer）]はよく食べる」("Der F. hat gut gegessen") などと残している。
1945年4月22日、ヒトラーの秘書だったゲルダ・クリスティアン、トラウデル・ユンゲ、そしてマンツィアリーの3人は、ヒトラーから個人的に地下壕脱出を勧められた。しかしながら、3人はこの申し出を断り、ヒトラーの死まで地下壕に留まることを選んだ。1945年4月30日の夕方、マンツィアーリーは目玉焼きとミルクで薄めた粥状のマッシュポテト (Spiegeleier mit Kartoffelbrei) を作ったが、その時には既にヒトラーは自殺していた。
マンツィアーリーは結局同年5月1日に地下壕を脱出した。彼女のグループは親衛隊少将のヴィルヘルム・モーンケに率いられており、プリンツェンアレーの醸造所にいたドイツ軍の抵抗者に合流すべく、北向きの経路をとった。マンツィアーリーと同じグループには、エルンスト＝ギュンター・シェンク医師に加え、女性秘書のクリスティアン、ユンゲ、エルゼ・クリューガーも含まれていた。

## 失踪
彼女は5月2日にシアン化物カプセルで自殺したとの主張もあるが、トラウデル・ユンゲの証言によれば、差し迫るソビエト軍の手を避けてスタッフの大半が総統地下壕を脱出した後、マンツィアーリーは「兵士に似過ぎた格好で」("dressed too much like a soldier") ユンゲたちのグループを離れたのだと述べている。ユンゲは1989年に、マンツィアーリーの姿を最後に見たのは、ヒトラーの後継者となったカール・デーニッツへの報告書配達を頼まれた4人の女性たちが一団を離れた時で、その時マンツィアーリーは地元の女性たちのグループに紛れ込もうとしていたとしている。2002年の自伝『私はヒトラーの秘書だった』の中でユンゲはマンツィアーリーを見たと仄めかし、彼女は「ロシア女性の理想像で、体格が良く、丸々とした頬の持ち主」("the ideal image of Russian femininity, well built and plump-cheeked") であり、ソビエトの軍人2人にベルリン地下鉄のトンネルへと連れて行かれ、「自分たちの持っている報告書を見たいのかしら」("they want to see my papers.") と考えていたグループの面々を安心させたという。マンツィアーリーはその後目撃されておらず、死亡したと推測されている。

## メディアでの描かれ方
マンツィアーリーの姿は以下の映画・テレビ番組で描かれている。まず1973年のイギリス映画『アドルフ・ヒトラー/最後の10日間』ではフィリダ・ロウが演じた。1973年にイギリスで制作されたテレビ映画『ザ・デス・オブ・アドルフ・ヒトラー』（原題）では、キャロル・ボイドが演じた。1981年のテレビ映画『ヒトラー最期の日』では、パム・セント・クレメントが演じた。
2004年のドイツ映画『ヒトラー 〜最期の12日間〜』では、ベッティナ・レートリヒが演じた。ヒトラー自殺後にトラウデル・ユンゲらと総統地下壕からの脱出を図ったが、ソ連軍の攻撃の最中に一行から離れてシアン化合物のカプセルを手に取っている姿が最後の描写であり、そのまま自殺したことが示唆されている。